# Congochromis
Congochromis és un gènere de peixos de la família dels cíclids i de l'ordre dels perciformes.

## Taxonomia
- Congochromis dimidiatus (Pellegrin, 1900)[1]
- Congochromis pugnatus (Stiassny & Schliewen, 2007)[2]
- Congochromis sabinae (Lamboj, 2005)
- Congochromis squamiceps (Boulenger, 1902)[3][4][5][6][7]